# 해주 경기장
해주경기장(海州競技場)은 황해남도 해주시에 있는 축구경기장이다. 수용 가능 인원은 2만 5천명이다.